# 黑非鯽
黑非鯽，為輻鰭魚綱鱸形目隆頭魚亞目慈鯛科的其中一種，分布於非洲喀麥隆Ejagham湖流域，體長可達15.3公分，棲息在底層水域，生活習性不明。

## 擴展閱讀
維基物種上的相關：黑非鯽